# Улрих фон Лихтенщайн
Улрих фон Лихтенщайн (на немски: Ulrich von Liechtenstein, Lichtenstein; * ок. 1200, Мурау, Австрия, † 26 януари 1275) е средновековен минезингер и поет на средно-немски език.

## Живот
Улрих фон Лихтенщайн е рицар от влиятелен министериален род от Щирия и се нарича на своя замък Лихтенщайн и не е роднина с австрийските Лихтенщайни.
През 1244/1245 г. той е труше (Truchsess) в Щирия, от 1267 – 1272 г. той е маршал, през 1272 г. също съдия. Запазени са документи от 1227 до 1274 г., където е споменат, от които осем са издадени от него.
Улрих фон Лихтенщайн построява замък Фрауенбург (днес руина) в Северена Щирия, който е негово любимо място за пребиваване. Той често е в двора на херцог Леополд VI Бабенберг. Споменава се в Манески кодекс.

## Фамилия
Улрих е син на Дитмар III фон Лихтенщайн (1164 – 1218) и Гертруд или Кунегунда (1140 – 1217). Той е женен за Перхта фон Вайценщайн (пр. † 12 март 1277), дъщеря на Алрам фон Вайценщайн и София. Неговите деца са:
- Улрих II (1250 – 1285), ∞ Кунигунда фон Голдег
- Ото II/III (1252 – 1311), ∞ I. Агнес фон Вилдон, II. Димут фон Лихтенщайн-Николсбург († сл. 1265), III. Аделхайд фон Потендорф
- Димут (1250), ∞ Вулфинг фон Тренщайн
- Перхта (1260), ∞ Херанд фон Вилдон, поет
- Лиукардис

## Произведения
- Frauendienst (Vrowen dienst). 1255 (Süeze doene Audio)[2]
- Frauenbuch (Der vrouwen puoch). 1257 (eLibrary Austria eLib Архив на оригинала от 2008-06-15 в Wayback Machine.)
- Sumervar ist nu gar (KLD 58.XXIX)
- Disiu liet heizent frouwen tanz (KLD 58.XLVI)
- Wunneclîchen hôhe mîn gemüete (KLD 58.XLIII)